# Live on Breeze Hill
Live on Breeze Hill es el segundo álbum en directo del músico canadiense Rick Danko, publicado por la compañía discográfica Woodstock Records en 1997. El álbum, acreditado a The Rick Danko Band, integrada por Danko, Garth Hudson y Aaron Hurwitz, fue la última publicación del músico en vida antes de su fallecimiento en diciembre del mismo año a causa de un ataque al corazón. 
El álbum, que recoge un concierto de Danko frente a un grupo de nueve músicos, entre los cuales se incluyen tres compañeros de The Band y el miembro auxiliar Hurwitz, incluyó canciones de The Band, una versión del tema de J.J. Cale «Crazy Mama» y «Blaze of Glory», una canción incluida en el álbum Danko/Fjeld/Andersen. «Sip the Wine», un tema incluido en su álbum debut y que abre el disco, es una regrabación en estudio. 
Tras la muerte de Danko, Live on Breeze Hill fue reeditado por Dreamsville Records junto a Times Like These con dos temas extra: una versión de estudio de «Blind Willie McTell» y una versión acortada de «Sip the Wine».

## Lista de canciones
Todas las canciones escritas y compuestas por Robbie Robertson excepto donde se anota. 
| N.º | Título                   | Escritor(es)                              | Duración |  |
| 1.  | «Sip the Wine»           | Rick Danko                                | 5:23     |  |
| 2.  | «Twilight»               |                                           | 5:16     |  |
| 3.  | «Crazy Mama»             | J.J. Cale                                 | 5:59     |  |
| 4.  | «Stage Fright»           |                                           | 4:55     |  |
| 5.  | «Ophelia»                |                                           | 3:51     |  |
| 6.  | «Blaze of Glory»         | Larry Keith, Danny Morrison, Johnny Slate | 4:14     |  |
| 7.  | «Next Time You See Me»   | Earl Forest, Bill Harvey                  | 4:51     |  |
| 8.  | «Caledonia Mission»      |                                           | 3:41     |  |
| 9.  | «The Shape I'm In»       |                                           | 4:21     |  |
| 10. | «Chest Fever»            |                                           | 6:41     |  |
| 11. | «It Makes No Difference» |                                           | 6:12     |  |
| 12. | «Outro»                  |                                           | 1:01     |  |

## Personal
- Rick Danko: voz, guitarra acústica y bajo
- Garth Hudson: teclados, órgano, piano, saxofón soprano, saxofón alto y acordeón
- Aaron Hurwitz: piano, órgano, acordeón y voz
- Jim Weider: guitarras
- Roger Mason: guitarra eléctrica
- Randy Ciarlante: batería y percusión
- Tom Malone: trombón y saxofón barítono
- Lenny Pickett: saxofón tenor y clarinete
- Jim Hynes: trompeta